# 乌兰 (里昂大都会)
乌兰（法語：Oullins，發音：[ulɛ̃]）是法国里昂大都会曾经的一个市镇，面积4.4平方千米，2020年1月1日人口为26,994人。2024年1月1日，乌兰与市镇皮埃尔贝尼特合并为新市镇乌兰-皮埃尔贝尼特，乌兰为新市镇行政中心。

## 地理
乌兰（45°42'51"N, 4°48'27"E）面积4.4平方千米，位于法国奥弗涅-罗讷-阿尔卑斯大区里昂大都会，后者为法国的一个特殊地位集体，自2015年脱离罗讷省成立，位于法国中东部，中心城市为里昂。
与乌兰接壤的市镇（或旧市镇、城区）包括：拉米拉蒂耶尔、沙波诺、里昂、皮埃尔贝尼特、圣富瓦莱里昂、圣热尼拉瓦勒。
乌兰的时区为UTC+01:00、UTC+02:00（夏令时）。

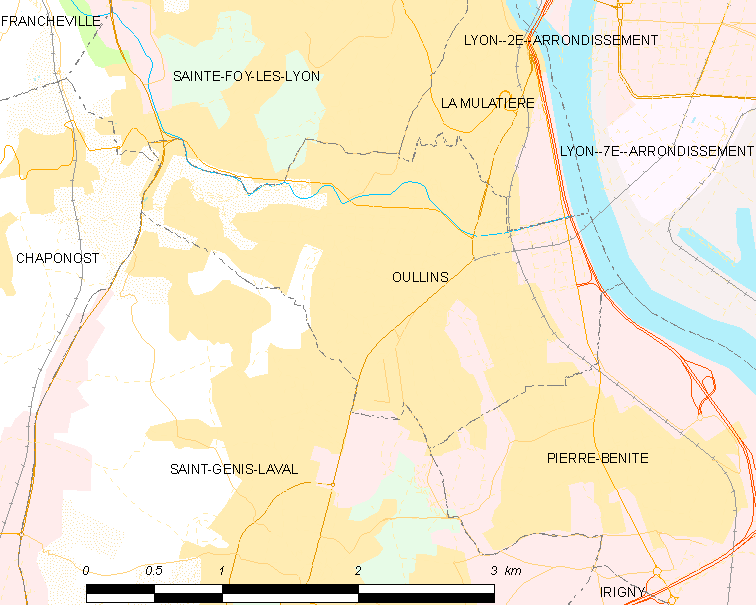
乌兰的OSM定位图

## 行政
乌兰的邮政编码为69600，INSEE市镇编码为69149。

## 政治
乌兰的末任市长为克洛蒂尔德·普泽尔格（Clotilde Pouzergue）女士，原定任期为2020-2026年。

## 人口

1962-2008年间乌兰人口变化图示

乌兰于2020年1月1日时的人口数量为26994人。